# Nacionalna i sveučilišna knjižnica u Zagrebu
Nacionalna i sveučilišna knjižnica u Zagrebu (skr. NSK), središnja je knjižnica Republike Hrvatske i Sveučilišta u Zagrebu. Kao stožerna ustanova hrvatske kulture, znanosti i obrazovanja javna je ustanova od nacionalnoga značaja čiji je vlasnik i osnivač Republika Hrvatska. Knjižnica obavlja knjižnične i informacijske djelatnosti nacionalne knjižnice Republike Hrvatske i središnje knjižnice Sveučilišta u Zagrebu te znanstveno-istraživačku i razvojnu djelatnost radi izgradnje i razvoja knjižničnog sustava Republike Hrvatske.

## Povijesni pregled
Mnogi su nadnevci u povijesti hrvatske »čuvarice pismenosti« – Nacionalne i sveučilišne knjižnice – vrijedni spomena. Nekoliko ih je, pak, koji obvezuju biti izdvojeni uz atribut međašnih.
Početak imovine današnje riznice znanja seže u godinu 1607. kada su se isusovci smjestili na Gradecu sa svojom rezidencijom i gimnazijom, od 1611. kolegijem.
Iz iste godine datiraju podatci o prvim upisanim knjigama, a poznato je da je već prije 1645. Knjižnica imala posebnu dvoranu, knjižničara te pravila o čuvanju i posuđivanju knjiga. Poveljom cara Leopolda I. iz 1669. Gimnazija sa studijem filozofije postiže akademski stupanj i dobiva naziv Academia Zagrabiensis.
Prvo je njezino mjesto stalnoga boravka bilo u staroj zgradi napuštenoga dominikanskoga samostana na današnjem Trgu svete Katarine 5. Ukinućem isusovačkoga reda 1773., kolegij nastavlja privremenim radom do 1776. kada Knjižnica prelazi u sastav Kraljevske zagrebačke akademije znanosti (Regia Academia Zagrabiensis) kao visoke škole za pravo, filozofiju i teologiju. Godine 1777. obogaćena je velikim oporučnim darom povijesnoga sadržaja kanonika Adama Baltazara Krčelića koji u svojoj darovnici nalaže da knjige budu dostupne široj javnosti.
Nacionalno je značenje Knjižnica službeno počela stjecati odredbama o obveznom primjerku (1816. i 1837.). Antun Kukuljević pridijeva joj 1837. latinsko ime Nationalis Academica Bibliotheca, kojim ističe dvojnost njezinih zadaća (kao obrazovne i nacionalne knjižnice), koje do danas sukladno razvija i ističe u svojem nazivu.
Godine 1816. stječe pravo besplatnoga primjerka tiskovina iz tiskare Sveučilišta u Pešti, a od 1837. i iz cijele Hrvatske i Slavonije.
Utemeljenjem Sveučilišta Franje Josipa I., Akademijina knjižnica (Bibliotheca Regiae Academiae Zagrabiensis) 1874. prestaje djelovati te dobiva naziv Sveučilišna, čime joj se, kao sastavnom dijelu Sveučilišta, pojačava važnost i uloga u visokoškolskoj nastavi.
Godine 1892. u Knjižnicu iz Beča stiže za 12 000 forinti otkupljena vrijedna zbirka knjiga hrvatskoga bana Nikole Zrinskog iz 17. stoljeća, poznata pod nazivom Bibliotheca Zriniana.
Godine 1913. Knjižnica ponovno mijenja smještaj. Iz zgrade današnjega Rektorata s približno 110 000 svezaka knjižnične građe seli u  secesijsku zgradu, na Trg Marka Marulića 21, u prvu zgradu koja je podignuta samo za potrebe knjižnice. Knjižnica na Marulićevu trgu ubrzo je nadmašila svoje potrebe i postala pretijesnom za pohranu 2 500 000 svezaka – knjiga, časopisa, novina te posebno vrijednoga fonda svojih zbiraka.
Od 1914. u prostorijama Sveučilišne knjižnice nalazi se i Metropolitana, bogata zbirka knjiga i dokumenata Kaptolske prvostolne crkve. Usprkos osiguranim prostorima u novoj zgradi, Metropolitana je zadržala staru lokaciju na Marulićevu trgu.
Izgradnja nove zgrade Nacionalne i sveučilišne knjižnice započela je, nakon višegodišnjih priprema, polaganjem kamena temeljca (akademici Andre Mohorovičić i Ivan Jurković) 5. svibnja 1988. »Panteon hrvatske knjige« svečano je otvoren 28. svibnja 1995., u sklopu proslave pete obljetnice Dana državnosti Republike Hrvatske.
Nacionalna i sveučilišna knjižnica prikuplja te čuva pisano i tiskano kulturno dobro Hrvatske, oslanjajući se ponajprije na obvezni primjerak koji omogućuje pripremu hrvatske bibliografije. Nabavom knjižnične građe, čiji je autor Hrvat (neovisno o tome gdje je izašla i na kojem jeziku), te one napisane hrvatskim jezikom (bez obzira na mjesto izdavanja/tiskanja i narodnost autora), kao i inozemne literature o Hrvatskoj i Hrvatima nadograđuje svoju ulogu nacionalne knjižnice Hrvata.
Opća i posebne informacijske zbirke obogaćuju se najvrjednijim djelima svjetske literature, dok Knjižnica dio svoje sveučilišne uloge ispunjava nabavom inozemne znanstvene i stručne literature, uvažavajući potrebe svih sveučilišta u Hrvatskoj.
Sredinom 2019. započeti su radovi na uređenju južnoga dijela zgrade te opća obnova vanjštine knjižnice te nekih unutrašnjih dijelova. Obnovu je potaknula odluka da se u zgradi Nacionalne i sveučilišne knjižnice održava dio aktivnosti vezanih uz predsjedanje Republike Hrvatske Europskom unijom. Radovi su dovršeni u 2019. godini i obnovljeni prostori svečano su predstavljeni 20. prosinca 2019. godine.

## Usluge
- posudba
- informacijske usluge - usluga »Pitajte knjižničara«, bibliografsko-referalne i kataložne usluge, tematska pretraživanja, usluga znanstvene indeksiranost i citiranosti
- međuknjižnična posudba
- nacionalna bibliografska baza podataka
- informatičko-tehnološke usluge - reprografske usluge, mikrofilmiranje, digitalizaciju te iznajmljivanje računalne opreme
- izložbe
- izobrazba korisnika
- iznajmljivanje prostora

## Knjižnica u brojkama

### Fond
Ukupni fond Knjižnice broji približno 3,5 milijuna jedinica različite vrste građe.
Priljev građe za 2018. godinu preko nabave i obveznog primjerka:
- 14 192 hrvatskih monografija
- 37 657 jedinica domaćih serijskih publikacija
- 733 jedinica posebne knjižne građe
- 963 jedinica neknjižne građe
- 1715 jedinica glazbene građe
- 550 jedinica elektroničke građe.

### Prostor
- Neto prostor Knjižnice 36 478 metara kvadratnih.
- Bruto prostor Knjižnice 44 432 metara kvadratnih.
- Zatvoreno spremište – pokretni regali 110 000 metara.
- Čitaonice sa slobodnim pristupom – police 12 900 metara.

### Prostor za korisnike
- 1100 mjesta, dodatno 64 mjesta u čitaonicama zbirki posebne građe, dodatno 8 mjesta za slušanje, 7 pojedinačnih soba za studijski rad i 2 sobe za skupni rad.
- 10 odjeljaka za studijski rad.
- 100 mjesta u dvoranama za seminare.
- 150 mjesta u čitaonici za noćni rad od 21 do 24 sata.

### Korisnici
- Upisanih korisnika: 10 537 (2018.)
- Valjana članstva: 15 056 (2018.)
- Ukupan broj posjeta Knjižnici: 169 059 (2018.)
- Broj korisnika usluge noćnoga rada: 14 160 (2018.)
- Ukupan broj virtualnih posjeta: 496 671 (2018.)
- Jedinstvenih virtualnih korisnika: 247 688 (2018.)
- Ukupan broj pregledanih stranica: 2 118 307 (2018.)

## Zadaće Knjižnice
Važnije zadaće Knjižnice su:
1. izgradnja i organizacija hrvatske nacionalne zbirke knjižnične grade i usklađivanje nabave inozemne znanstvene literature na nacionalnoj razini i na razini Sveučilišta u Zagrebu,
2. očuvanje i obnova knjižnične grade u sklopu međunarodnog programa Preservation and Conservation (PAC),
3. promicanje hrvatskih tiskanih i elektroničkih publikacija,
4. bibliografska i informacijska djelatnost u sklopu međunarodnih programa,
5. izgradnja i organizacija Knjižnice kao središta knjižničnog sustava Republike Hrvatske i Sveučilišta u Zagrebu,
6. znanstvena istraživanja na polju knjižnične i informacijske znanosti,
7. izdavačka, izložbena i promotivna djelatnost.

## Zbirke
Zbirke građe posebne vrste
- Zbirka rukopisa i starih knjiga Nacionalne i sveučilišne knjižnice u Zagrebu
- Grafička zbirka Nacionalne i sveučilišne knjižnice u Zagrebu
- Zbirka zemljopisnih karata i atlasa Nacionalne i sveučilišne knjižnice u Zagrebu
- Zbirka muzikalija i audiomaterijala Nacionalne i sveučilišne knjižnice u Zagrebu

Digitalne zbirke
- Digitalne zbirke NSK[4]
- Stare hrvatske novine[5]
- Stari hrvatski časopisi[6]
- Hrvatski arhiv weba[7]
- Nacionalni repozitorij disertacija[8]
- Nacionalni repozitorij završnih i diplomskih radova[9]
- Virtualne izložbe NSK[10]
- Zvuci prošlosti[11]

Zbirke u čitaonicama
- Referentna zbirka[12]
- Zbirka za knjižničarstvo[13]
- Zbirka disertacija i magistarskih radova[14]
- Zbirka inozemne Croatice[15]
- Zbirka knjižnične građe o Domovinskom ratu[16]
- Zbirka službenih publikacija[17]

## Vanjske poveznice

### Sestrinski projekti
|  | Zajednički poslužitelj ima još gradiva o temi Nacionalna i sveučilišna knjižnica u Zagrebu |

### Mrežne stranice
- Portal NSK